# 拉斯帕尔马斯体育联盟
拉斯帕尔马斯体育联盟（西班牙語：Unión Deportiva Las Palmas），西班牙加那利群岛拉斯帕尔马斯市的一个足球俱乐部。该俱乐部成立于1949年，现在参加西班牙足球乙级联赛。主场位于大加那利体育场。
球會仍然是西班牙足壇唯一一家在前兩個球季連續升入西甲的球會。它參加了19年的比賽，結束於1982-83年。從那時起，他們又三次升入西甲（總共八個球季），最近一次是在2015年至2018年。